# Королюк, Алексей Алексеевич
Алексей Алексеевич Королюк (16 февраля 1933 года, Ленинград, СССР — 10 мая 2002 года, Санкт-Петербург, Россия) — советский и российский скульптор и медальер. Выпускник факультета монументально-декоративной скульптуры ЛВХПУ им. Мухиной 1960 года, член Союза художников СССР с середины 60-х, первый президент Клуба медальеров Ленинграда. Кавалер Ордена Дружбы народов 1968 года.

## Биография

### Ранние годы, образование
Родился 16 февраля 1933 года в Ленинграде в семье заместителя директора завода № 357 «Прогресс» Наркомата вооружений СССР Алексея Еремеевича Королюка. Семья Королюка жила на улице Комсомола, он посещал школу № 138, расположенную у поворота на Кондратьевский проспект и занимался искусством в Таврической художественной школе.
Блокадные годы семья Королюка пережила в Ленинграде. В августе 1942 года во время бомбёжки Королюк попал под трамвай и был госпитализирован в больницу Раухфуса, где врачи ампутировали его левую ногу. Несмотря на инвалидность, он не отставал от сверстников — занявшись стендовой стрельбой в обществе «Спартак», Королюк получил звание мастера спорта СССР в 1955 году, был чемпионом Ленинграда на протяжении 7 лет, входил в сборную СССР. Однако увечье воспрепятствовало его спортивной карьере, когда тренеры отказались отправлять инвалида на международные соревнования.
Последовав увлечению изобразительным искусством, Королюк поступил на факультет монументально-декоративной скульптуры художественно-промышленного училища имени Веры Игнатьевны Мухиной. Он учился под руководством именитого советского скульптора Владимира Ингала и профессора Василия Симонова, известного воссозданием фонтана «Самсон» в Петергофе в 1947 году. Третьекурсником, на занятиях в вокальном классе Королюк познакомился со своей будущей женой, следующим летом состоялась свадьба, в последовавшем феврале в Военно-медицинской академии у Королюка родился сын Владимир.

### Раннее творчество
После окончания обучения в 1960 году Королюк профессионально занялся монументальной скульптурой и оборудовал мастерскую в Автово. В первые годы после окончания Мухниского училища, вместе со скульптором Владимиром Ивановым он работал над памятниками, посвящёнными советским общественным и политическим деятелям и героям Великой Отечественной войны — в том числе, памятником Михаилу Васильевичу Фрунзе перед заводом «Арсенал», памятником героям-комсомольцам Гатчины, памятником-саркофагом сотрудникам научно-производственного объединения «Поиск», памятником лётчику-герою Павлу Ермилову. В середине 60-х годов Королюк вступил в Союз художников СССРfc.
Занимаясь монументальным творчеством, Королюк по собственной инициативе освоил миниатюрную пластику и начал сотрудничество с учреждённых в 1955 году Художественным советом по памятным медалям при Министерстве культуры СССР, отвечавшим за распределение заданий на проектирование медалей к значимым датам. Первые медали Королюка, посвящённые академику Алексею Крылову, генералу-фельдмаршалу Михаилу Кутузову и поэту Матвею Казакову, были отчеканены Ленинградским монетным двором и представлены на зональной выставке в Ленинграде в 1964 году.
Однажды во время работы Королюк оступился с плохо закреплённых лесов и серьёзно повредил правое колено. Травма прогрессировала, операции не помогли, и 13 февраля 1966 года врачи были вынуждены ампутировать вторую ногу скульптора. Это событие стало переломным моментом в его творчестве, сделавшим его призванием медальерное искусство.

### Зрелые годы
Увечье ограничило подвижность Королюка, однако скульптор сохранил интерес к монументальной пластике. Часть его работ представлена в подземных перронных залах Петербургского метрополитена — это исполненный совместно с Ивановым трёхметровый рельеф Михаила Ломоносова на станции «Ломоносовская» и совместная с Ивановым и архитектором Владимиром Васильковским серия медальонов «Великие зодчие Петербурга» в декоре станции «Невский проспект». Кроме того, они совместно работали над скульптурно-декоративным оформлением атомных ледоколов «Арктика» и «Сибирь», кораблей космической связи «Космонавт Юрий Гагарин» и «Маршал Неделин».
Творческое наследие Королюка-медальера включает свыше 100 медалей и плакет, основными темами которых становились события российской истории, деятели истории и науки. Работы Королюка экспонировались на многочисленных выставках в Москве и Ленинграде, на I Всесоюзной выставке медальерного искусства в 1973 году, I Всесоюзной выставке скульптуры в 1983 году, многочисленных конгрессах и выставках Международной федерации медальерного искусства F.I.D.E.M. — в Праге в 1970 году, Кракове в 1975 году, Будапеште в 1977 году, Лондоне в 1992 году, Невшателе в 1996 году и Берлине в 2000 году. Часть из конгрессов F.I.D.E.M. Королюк посетил лично.
Коллекционер и исследователь медальерного искусства Давид Робинсон высоко ценил работы Королюка и отмечал медали, посвящённые 250-летию победы российского флота в Гангутском сражении, юбилейных медалей для высших учебных заведений (Технологического, Горного, Строительного, Кораблестроительного, Холодильного и Авиационного институтов, Академии Художеств и других), Международному ботаническому конгрессу, 250-летию Государственного Эрмитажа.
Некоторые работы Королюка имеют примечательную историю. На первоначальном макете медали в память 600-летия Куликовской битвы Дмитрий Донской был изображён на фоне хоругви, а надпись на аверсе гласила «Князь Дмитрий Донской». Эти детали были обнаружены только после чеканки пробных образцов и исключены в основном тираже. Выполненная в 1972 году по заказу парижского Института Пастера медаль, посвящённая 150-летию со дня рождения учёного получила высокую оценку и упоминание в бюллетене Парижского монетного двора, а спустя 10 лет отправилась на советскую орбитальную станцию «Салют-7» вместе с интернациональным советско-французским экипажем. В 1993 году бургомистр немецкого города Шифвайлер, отмечавшего 1100-летний юбилей, получил в подарок от российской делегации медаль работы Королюка, аверс которой был украшен видом Шифвайлера, а реверс — панорамой Санкт-Петербурга, которому в том же году исполнилось 290 лет.
Королюк скончался 10 мая 2002 года, оставив незавершённой работу над медалью, посвящённой поэту и историку Петру Вяземскому и предназначенной для музея-усадьбы «Остафьево» — «Русский Парнас». Скульптор был похоронен в Санкт-Петербурге на Литераторских мостках Волковского кладбища неподалёку от церкви Воскресения Словущего, на здании которой расположена исполненная им мемориальная доска Александру Николаевичу Радищеву.

## Признание
Исследователи советского медальерного искусства включают Королюка в число мастеров, творчество которых сформировало советскую медальерную школу, заложив традиции высокохудожественой медали, которая пришла на смену «ремесленному» подходу 30-х и 40-х годов XX века. Работы Королюка представлены в собрании отдела нумизматики Государственного Эрмитажа и Государственной Третьяковской галерее.
Отдельно отмечается вклад Королка в формирование профессионального сообщества — обучение молодого поколения медальеров и знакомство поклонников медальерного искусства с мастерами. Признанием его заслуг стало единогласное избрание Королюка первым президентом Клуба медальеров Ленинграда, учреждённого на II Ленинградской медалерной выставке в 1990 году.

## Работы

### Мемориальная скульптура
- Барельеф на надгробии Израиля Моисеевича Тальмана (Богословское кладбище, площадка Военно-медицинской академии, участок № 30; не ранее 1965 года)[22]
- Барельефный портрет Юлиана Александровича Шиманского (Академический участок Литераторских мостков; бронза; 1969 год)[22]

### Мемориальные доски
- Герою Советского Союза, главному маршалу артиллерии Воронову Николаю Николаевичу на здании Михайловской военной артиллерийской академии по адресу улица Комсомола, 22 со стороны Арсенальной набережной (совместно с архитектором Б. Н. Журавлёвым; бронза; 1969 год)[31][32]
- Советскому легкоатлету и тренеру Виктору Ильичу Алексееву на здании бывшей СДЮШОР по лёгкой атлетике им. В. И. Алексеева по адресу улица Вернадского, 16 (совместно с архитектором В. С. Васильковским; гранит, бронза; 1982 год), и на доме 13 по улице Комсомола (совместно с архитектором В. С. Васильковским; гранит; 1990 год)[33][34][35]
- Писателю Александру Николаевичу Радищеву в музее-некрополе «Литераторские мостки» на Расстанной улице, 30 (совместно с архитектором Т. Н. Милорадовичем; мрамор; 1984 год)[36]
- Государственному и партийному деятелю Алексею Николаевичу Косыгину на здании Санкт-Петербургского университета промышленных технологий и дизайна по адресу Большая Морская улица, 18 (совместно с архитектором В. В. Исаевой; гранит, бронза; 1985 год)[37]
- Сотрудникам Библиотеки Академии наук СССР, погибшим в годы Великой Отечественной войны в здании библиотеки Российской академии наук на Биржевой линии, 1 (совместно с архитектором Е. П. Линцбахом; мрамор, гальванопластика; 1985 год)[38]
- Об участии Владимира Ильича Ленина в заседании исполнительного комитета Петербургского Совета рабочих депутатов 26 ноября 1995 года в доме 14 по Малой Морской улице (совместно с архитектором В. В. Исаевой; мрамор, медная выколотка; 1987 год)[39]

### Декоративное оформление
- Рельеф Михаила Ломоносова для подземного перронного зала станции метро «Ломоносовская» (совместно со скульпторами В. С. Ивановым и В. М. Липовским; бронза; 1985 год)[3][10]
- Монументальные медальоны "«Великие зодчие Петербурга» " для станции «Невский проспект» (совместно со скульпторами В. С. Ивановым и С. В. Ивановым, архитектором В. С. Васильковским; гальванопластика; 1989 год)[3][10]
- Скульптурно-декоративное оформление атомных ледоколов «Арктика», «Сибирь», кораблей космической связи «Юрий Гагарин», «Маршал Неделин» (совместно со скульпторами В. С. Ивановым, С. В. Ивановым, архитектором В. С. Васильковским)[10].

### Памятники
- Мемориал воинской славы возле на улице Солодухина возле Нового кладбища в Гатчине (совместно с А. А. Пекарским и В. С. Ивановым; 1967 год)[40][41]
- Памятник героям-комсомольцам Гатчины (совместно с В. С. Васильковским и В. С. Ивановым; доломит; 1968 год)[42][43][44][45]
- «Советским воинам, павшим в годы Великой Отечественной войны» в посёлке Ермилово Ленинградской области (совместно с В. С. Ивановым и В. С. Васильковским; гранит; 1979 год)[10]
- Советскому партийному и военному деятелю Михаилу Васильевичу Фрунзе перед входом на завод «Арсенал» (совместно с В. С. Ивановым; бронза, гранит; 1971 год)[46]
- «Героям Гражданской войны, погибшим в боях за Советскую власть» (совместно с В. С. Ивановым; бронза; 1987 год)[47]
- «Воин коленопреклоненный» на месте воинского захоронения на территории городского кладбища города Мончегорска (гипс; 1992 год)[48]
- Памятник-саркофаг погибшим в годы Великой Отечественной войны сотрудникам научного объединения «Поиск»[3]
- Герою Советского Союза лётчику Павлу Ермилову[3]
- Бюст Михаила Васильевича Фрунзе перед входом на бывший завод "Моторостроитель в Самаре (совместно со скульптором В. С. Ивановым и архитектором В. С. Масловым)[49][50]

### Медали и плакеты
Если не указано иное, медали и плакеты отчеканены Ленинградским (Санкт-Петербургским) монетным двором. Если не указано иное, источник информации — каталог «Советский знак»
Медали
- Памяти Ивана Петровича Павлова (томпак, ⌀ 60 мм, тираж 100 шт., 1962 год)
- 100 лет со дня рождения академика Алексея Николаевича Крылова (томпак, ⌀ 65 мм, тираж 2650 шт., 1963 год)[9]
- 150 лет со дня смерти Михаила Илларионовича Кутузова (томпак, ⌀ 63 мм, тираж 300 шт., 1964 год)[9][12]
- 250 лет победы русского флота над шведами у мыса Гангут (томпак, ⌀ 60 мм, тираж 409 шт., 1965 год)[8][12][52]
- 225 лет со дня рождения Матвея Фёдоровича Казакова (томпак, ⌀ 66,2 мм, тираж 300 шт., 1965 год)
- 100 лет со дня рождения Максима Горького, (бронза, ⌀ 60мм, 1968 год)[12]
- 25 лет центральному конструкторскому бюро машиностроения (томпак, ⌀ 65 мм, 1970 год)
- 200 лет со дня рождения Вальтера Скотта (томпак, ⌀ 60 мм, тираж 750 шт., 1972 год)
- 60 лет Ленинградскому судостроительному заводу (томпак, ⌀ 60 мм; алюминий, ⌀ 60 мм; 1972 год)
- 150 лет со дня рождения Луи Пастера (томпак, ⌀ 60 мм, 1972 год)
- 200 лет Ленинградскому Горному институту (томпак, 1973 год)[3]
- 70 лет со дня рождения Ивана Георгиевича Спасского (томпак, ⌀ 49,8 мм, 1974 год)
- 100 лет со дня рождения Николая Александровича Семашко (томпак, ⌀ 60 мм, тираж 698 шт., 1974 год)
- 175 лет со дня рождения Оноре де Бальзака (томпак, ⌀ 60 мм, тираж 700 шт., 1975 год)[13]
- Ленинградская атомная электростанция (томпак, ⌀ 60 мм, 1975 год)
- 90 лет со дня рождения Сергея Мироновича Кирова (томпак, ⌀ 60 мм, тираж 100 шт., 1977 год)
- 150 лет Ленинградскому технологическому институту имени Ленсовета (томпак, ⌀ 65 мм, 1978 год)[3]
- 600 лет победе на Куликовом поле (томпак, ⌀ 63,5 мм, тираж 2500 шт., 1980 год)[5]
- За выдающиеся работы в области гироскопии (томпак, ⌀ 60 мм, тираж 700 шт., 1980 год)
- 50 лет Ленинградскому кораблестроительному институту (томпак, ⌀ 60 мм, тираж 250 шт.; алюминий, ⌀ 60 мм; 1981 год)[3][53]
- Памяти Оноре Домье (томпак, ⌀ 60 мм, тираж 850 шт., 1981 год)
- Первая русская революция (1905 — 1907) (томпак, ⌀ 60 мм, 1981 год)
- 400 лет начала освоения Сибири (томпак, ⌀ 65 мм, тираж 1500 шт., 1981 год)
- 100 лет со дня рождения Владимира Полиевктовича Костенко (томпак, 1981 год)
- 225 лет Академии художеств СССР (томпак, ⌀ 65 мм, 1982 год)
- 150 лет Ленинградскому инженерно-строительному институту (томпак, ⌀ 60 мм, 1982 год)
- 200 лет со дня основания города-героя Севастополя (бронза, ⌀ 65 мм, 1983 год)[54]
- 100 лет Ленинградской городской телефонной сети (томпак, ⌀ 60 мм, тираж 500 шт., 1982 год)
- 100 лет научно-производственному объединению «Меридиан» (томпак, ⌀ 65 мм, тираж 100 шт., 1983 год)
- Пискарёвское мемориальное кладбище (томпак, ⌀ 70 мм, тираж 1500 шт., 1983 год)
- 100 лет со дня рождения Евгения Никаноровича Павловского (томпак, ⌀ 55 мм, тираж 500 шт., 1984 год)
- 50 лет Союзу писателей СССР (томпак, ⌀ 65 мм, 1984 год)
- 150 лет со дня рождения Эдгара Дега (томпак, ⌀ 60 мм, тираж 850 шт., 1985 год)
- Неделя Ленинграда в Гавре, 20 лет породненья (томпак, ⌀ 62 мм, тираж 100 шт., 1986 год)
- LXX лет Великой Октябрьской Социалистической Революции (томпак, ⌀ 65 мм, 1987 год)
- IV встреча советских и французских породнённых городов (томпак, ⌀ 60 мм, 1987 год)
- 225 лет Государственному Эрмитажу (томпак, ⌀ 60 мм, 1989 год)[14]
- 275 лет со дня рождения Жан-Жака Руссо (томпак, ⌀ 68 мм, тираж 1250 шт., 1989 год)
- 50 лет тресту «Ленотделстрой» (томпак, ⌀ 55 мм, тираж 100 шт.; алюминий, ⌀ 55,1 мм, тираж 200 шт.; 1989 год)
- Выставка достижений народного хозяйства СССР (томпак, ⌀ 60 мм, тираж 200 шт., 1989 год)
- 425 лет со дня рождения Лопе де Вега (томпак, ⌀ 60 мм, тираж 1250 шт., 1989 год)
- Академик Борис Борисович Пиотровский, 1908 — 1990 (томпак, ⌀ 60 мм, 1990 год)
- 200 лет со дня смерти Джона Говарда (томпак, 1990 год)
- 150 лет со дня рождения Марка Лукича Кропивницкого (алюминий, ⌀ 60 мм, тираж 900 шт., 1991 год)
- 90-летие Комитета по Нобелевским премиям. Международный научный и деловой центр Nobel House (томпак, ⌀ 60 мм, тираж 300 шт., 1991 год)
- Сергий Радонежский преподобный, 600-летие со дня безмолвного уединения (томпак, ⌀ 60 мм, тираж 1000 шт., 1992 год)
- Памяти основателя Новгородского музея Николая Гавриловича Богословского (томпак, ⌀ 60 мм, 1992 год)[15]
- 100 лет Большой хоральной синагоге (томпак, ⌀ 60 мм)[15]
- Пётр I — основатель российского флота (мельхиор, ⌀ 50 мм, тираж 2000 шт., 1994 год)[55]
- Романовы (томпак, ⌀ 46 мм, 1998 год)[16]
- 200 лет со дня рождения Александра Сергеевича Пушкина (томпак, ⌀ 55 мм, 1999 год)[16]
- Рудольф Иванович Абель. Бойцу невидимого фронта (мельхиор, ⌀ 34,5 мм; томпак, позолота, ⌀ 59,7 мм; 1990 год)
- Николай Кузнецов. Бойцу невидимого фронта (мельхиор, ⌀ 34,5 мм; томпак, позолота, ⌀ 60,2 мм; 1990 год)
- Конон Молодый. Бойцу невидимого фронта (мельхиор, ⌀ 34,5 мм; томпак, позолота, ⌀ 59,7 мм; 1990 год)
- Ким Филби. Бойцу невидимого фронта (мельхиор, ⌀ 35,7 мм; томпак, позолота, ⌀ 59,9 мм; 1990 год)
- Князь Петр Андреевич Вяземский (тираж 258 шт., 2004 год)[21]

Плакеты
- Вставай, страна огромная (1971 год)[26]
- Вечная слава советам! (медь, 180 мм, 1967 год)[12]
- 250 лет со дня рождения Этьена Мориса Фальконе (томпак, 60,9×61,1 мм, тираж 350 шт., 1967 год)[12]
- XII Международный биологический конгресс. Флора (томпак, 54×54 мм, 1975 год)[3]
- В память о годах жизни Ильи Николаевича Ульянова и Марии Александровны Ульяновой в Пензе (алюминий, 70,8×54 мм, 1977 год)
- 40 лет Военно-инженерному краснознамённому институту имени А. Ф. Можайского (томпак, 60×60 мм, тираж 775 шт., 1981 год)
- Исаак Ильич Левитан (томпак, 66,4×60 мм, 1988 год)
- Государственный Эрмитаж. Мадонна Бенуа (томпак, 65×65 мм, 1989 год)[14]
- Государственный Эрмитаж. Мадонна Конестабиле (61×61 мм, тираж 5000 шт., 1989 год)[14]